# Kodli, Bhalki
Kodli là một làng thuộc tehsil Bhalki, huyện Bidar, bang Karnataka, Ấn Độ.